# Élie Janvier de La Motte
Pour les articles homonymes, voir Janvier (homonymie) et La Motte.
Élie Janvier de La Motte (Laval (Mayenne), 2 février 1798 - Angers (Maine-et-Loire), 16 mai 1869), 1er comte romain et « Janvier de La Motte », est un magistrat et homme politique français du XIXe siècle.

## Biographie
Issu d'une famille de magistrats, fait comte romain par Pie IX le 14 mars 1851, et autorisé par jugement du tribunal civil de Laval (Mayenne), en date du 26 janvier 1856,, à joindre le nom de « de La Motte » à son nom patronymique, conformément à l'ancien usage de sa famille, Élie Janvier de La Motte suivit la carrière judiciaire
Fils d'un président de chambre de la cour d'appel d'Angers, il entra lui-même de bonne heure dans la magistrature, fut, sous la Restauration et sous Louis-Philippe, substitut au tribunal de Mamers, procureur du roi à Alençon, puis enfin, sur sa demande, occupa, un siège de conseiller à la cour royale d'Angers,.
Admis à la retraite avec le titre de conseiller honoraire, il fut le candidat du gouvernement présidentiel aux élections du Corps législatif dans la 1re circonscription de Tarn-et-Garonne, le 29 février 1852, et devint député de ce collège par 18 874 voix (20 393 votants, 40 425 inscrits), contre 1 005 voix à M. Belmontet. Il s'associa au rétablissement de l'Empire, vota avec la majorité dynastique et fut, toujours comme candidat officiel, successivement réélu :
- le 22 juin 1857, avec 20 868 voix (24 536 votants, 39 778 inscrits), contre 3 612 à M. Léonce Rigail de Lastours, et,
- le 1er juin 1863, avec 20 951 voix (29 286 votants, 39 753 inscrits), contre 8 184 à M. Vaisse-Cibiel.

Il mourut à Angers en mai 1869.

## Récapitulatif

### Titre
- 1er Comte romain et « Janvier de La Motte » (14 mars 1851, titré par le pape Pie IX[4],[3],[2]) ;

### Distinctions
| Chevalier de la Légion d'honneur                | Commandeur de l'ordre d'Isabelle-la-Catholique    | Commandeur de l'ordre de Notre-Dame de l'Immaculée Conception de Vila Viçosa | Chevalier de l'ordre du Saint-Sépulcre de Jérusalem |
| Chevalier de l'ordre de Saint-Grégoire-le-Grand | Chevalier de l'ordre des Saints-Maurice-et-Lazare |                                                                              |                                                     |

- Chevalier de la Légion d'honneur[4],[3] ;
- Commandeur de l'ordre d'Isabelle-la-Catholique[4] ;
- Commandeur de l'ordre de Notre-Dame de l'Immaculée Conception de Vila Viçosa[4] ;
- Chevalier de l'ordre équestre du Saint-Sépulcre de Jérusalem[4] ;
- Chevalier de l'ordre de Saint-Grégoire-le-Grand[4] ;
- Chevalier de l'ordre des Saints-Maurice-et-Lazare[4].

### Armoiries
| Image | Blasonnement |
| ----- | --- |
|       | Famille Janvier de La Motte D'azur, à un vol d'argent,. OuD'azur, à deux demi-vols adossés d'argent. Supportsdeux lévriers colletés. |

### Ascendance & vie familiale
Élie Janvier de La Motte était le fils aîné d'Élie Janvier (Guipry, 28 janvier 1775 - Angers, 18 décembre 1845), avoué à Laval puis juge et conseiller à la cour d'appel d'Angers (1811), président de chambre en cette cour (1821), marié, le 21 floréal an V (10 mai 1797) à Laval (Mayenne), avec Louise, fille de Mathurin Louis Julien Jacquet.
Janvier de La Motte épousa Hélène de Surmont († 1891), sœur de Paul Surmont, mariage resté sans postérité. Ce fut son neveu, Arthur Janvier de La Motte (1845-1912), juge de paix en Algérie (Dellys, puis Constantine), juge d'instruction (Troyes, 1888), fils d'Adolphe Janvier de La Motte (1802-1877), président du tribunal civil de Nantes, conseiller général du Maine-et-Loire, qui hérita du titre de comte romain de son oncle.